# Hand i hand (Style-låt)
Hand i hand, skriven av Tommy Ekman och Christer Sandelin, var popgruppen Styles bidrag till den svenska Melodifestivalen 1987. Bidraget slutade på sjätte plats. På den svenska singellistan.
Melodin testades på Svensktoppen, där den låg i två veckor under perioden 15-22 mars 1987, och placerade sig på sjunde respektive åttonde plats. Den testades även på Tracks, där den låg i en vecka, på 16:e plats den 14 mars 1987.

## Listplaceringar
| Lista (1987) | Position |
| ------------ | -------- |
| Sverige      | 20       |